# トロロックス
トロロックス（Trolox、6-hydroxy-2,5,7,8-tetramethylchroman-2-carboxylic acid）は、ホフマン・ラ・ロシュによって販売されているビタミンEの水溶性アナログである。ビタミンEと同様に抗酸化物質であり、酸化ストレスまたは損傷を低減するために生物学的または生化学的用途で使用されている。
トロロックス等価抗酸化能（TEAC）は、トロロックスを基準にした抗酸化力の強さの指標であり、単位はトロロックス当量（TE）である（例えば マイクロモルTE/100 g）。複雑な混合物（ブルーベリーやトマトなど）の個々の抗酸化成分を測定するのが困難なため、トロロックス当量はこういった混合物の抗酸化能のための基準として使われる。トロロックス当量はABTS脱色試験を用いてほとんどの場合測定される。TEAC試験は食品、飲料、サプリメントの抗酸化能を測定するために用いられる。FRAP試験では、抗酸化能を測定するためにトロロックスを標準として用いる。
以前は酸素ラジカル吸収能（ORAC）が別の指標として存在したが、アメリカ合衆国農務省（USDA）は2012年にこれらのレーティングを生物学的に正しくないとして取り下げた。